# Brasão de Descalvado
O Brasão de Descalvado é o símbolo de Descalvado, município do estado do São Paulo, Brasil.

## Descrição
O escudo do brasão é redondo, em homenagem aos colonizadores portugueses. A cor azul representa justiça, formosura, nobreza e outros atributos dos munícipes. O mantel em forma de morro representa o Morro do Descalvado, que deu nome ao município. O metal ouro simboliza riqueza, glória, fé e prosperidade.
Idealizada pelo heraldista Salvador Thaumaturgo, o uso do brasão foi estabelecido pela Lei Municipal nº 28, de 1º de janeiro de 1956, com alterações pela Lei Municipal nº 233, de 30 de julho de 1974.